# 分散和音
分散和音（ぶんさんわおん、英語: Broken chord, ドイツ語: gebrochener Akkord, イタリア語: accordo spezzato）とは、音楽の和音を、構成する全ての音を同時に鳴らすのではなく、何度かに分けて鳴らす作曲法。印欧語では「崩された和音」という意味で英語ではブロークン・コード(Broken chord)、ドイツ語ではゲブロッヘネン・アコルト(gebrochenen Akkord)などと呼ばれる。これに対してすべての構成音が同時に演奏されたものを「同時和音」と呼ぶ。